# Прюц, Мария
А́нна Мари́я Прюц (швед. Anna Maria Prytz; урождённая А́нна Мари́я Э́нгхольм, швед. Anna Maria Engholm; род. 18 октября 1976, Сверг, Емтланд) — шведская кёрлингистка, в команде Швеции четвёртый и вице-скип на Олимпийских играх 2014 года. Тренер по кёрлингу.
Играла в основном на позициях третьего и четвёртого.
В качестве национального тренера Ассоциации кёрлинга Швеции участник зимних Олимпийских игр 2022 (мужская сборная Швеции стала чемпионами Игр, женская и смешанная парная сборные Швеции стали бронзовыми призёрами).

## Достижения
- Зимние Олимпийские игры: серебро (2014).
- Чемпионат мира по кёрлингу среди женщин: серебро (2001, 2002, 2012 и 2013), бронза (2003).
- Чемпионат Европы по кёрлингу: золото (2003, 2007, 2013), серебро (1999, 2011, 2016), бронза (2012).
- Чемпионат Швеции по кёрлингу среди женщин: золото (2012, 2013), серебро (2008, 2025), бронза (2015).
- Чемпионат Швеции по кёрлингу среди смешанных команд: бронза (2019).
- Чемпионат мира по кёрлингу среди юниоров: серебро (1995, 1997), бронза (1994, 1998).
- Чемпионат Швеции по кёрлингу среди юниоров: золото (1997).

## Команды
| Сезон                                          | Четвёртый             | Третий                | Второй              | Первый                | Запасной                                                                            | Турниры                                           |
| ---------------------------------------------- | --------------------- | --------------------- | ------------------- | --------------------- | ----------------------------------------------------------------------------------- | ------------------------------------------------- |
| 1993—94                                        | Ульрика Бергман       | Маргарета Линдаль     | Анна Бергстрём      | Maria Zackrisson      | Мария Энгхольм                                                                      | ЧМЮ 1994                                          |
| 1994—95                                        | Ульрика Бергман       | Маргарета Линдаль     | Анна Бергстрём      | Maria Zackrisson      | Мария Энгхольм                                                                      | ЧМЮ 1995                                          |
| 1996—97                                        | Мария Энгхольм        | Маргарета Сигфридссон | Анна-Кари Линдхольм | Maria Halvarsson      | Erika Backman                                                                       | ЧШЮ 1997 · ЧМЮ 1997                               |
| 1997—98                                        | Маргарета Сигфридссон | Мария Энгхольм        | Анна-Кари Линдхольм | Mari-Louise Persson   |                                                                                     |                                                   |
| 1997—98                                        | Matilda Mattsson      | Мария Энгхольм        | Кайса Бергстрём     | Lisa Löfskog          | Jenny Hammarström тренер: Андреас Прюц                                              | ЧМЮ 1998                                          |
| 1998—99                                        | Маргарета Сигфридссон | Мария Энгхольм        | Аннетт Йорнлинд     | Анна-Кари Линдхольм   |                                                                                     |                                                   |
| 1999—00                                        | Маргарета Линдаль     | Ульрика Бергман       | Анна Бергстрём      | Maria Zackrisson      | Мария Энгхольм тренеры: Lars Carlsson, Стефан Хассельборг                           | ЧЕ 1999                                           |
| 2000—01                                        | Анетте Норберг        | Катрин Норберг        | Ева Лунд            | Хелена Лингхам        | Мария Энгхольм тренер: Стефан Лунд                                                  | ЧМ 2001                                           |
| 2001—02                                        | Мария Энгхольм        | Маргарета Сигфридссон | Аннетт Йорнлинд     | Анна-Кари Линдхольм   | Ульрика Бергман тренер: Андреас Прюц                                                | ЧМ 2002                                           |
| 2002—03                                        | Маргарета Сигфридссон | Мария Энгхольм        | Маргарета Драйбур   | Аннетт Йорнлинд       |                                                                                     |                                                   |
| 2002—03                                        | Анетте Норберг        | Ева Лунд              | Катрин Норберг      | Хелена Лингхам        | Мария Прюц тренер: Стефан Лунд                                                      | ЧМ 2003                                           |
| 2003—04                                        | Анетте Норберг        | Ева Лунд              | Катрин Норберг      | Анна Бергстрём        | Мария Прюц тренер: Стефан Лунд                                                      | ЧЕ 2003                                           |
| 2007—08                                        | Анетте Норберг        | Ева Лунд              | Катрин Линдаль      | Анна Сверд            | Мария Прюц тренер: Стефан Лунд                                                      | ЧЕ 2007                                           |
| 2007—08                                        | Стина Викторссон      | Мария Прюц            | Мария Веннерстрём   | Маргарета Сигфридссон | Сабина Краупп (ЧМ) тренер: Андреас Прюц (ЧМ)                                        | ЧШЖ 2008 · ЧМ 2008 (6 место)                      |
| 2011—12                                        | Мария Прюц            | Кристина Бертруп      | Мария Веннерстрём   | Маргарета Сигфридссон | Сабина Краупп (ЧЕ, ЧМ) тренер: Фредрик Хальстрём                                    | ЧЕ 2011 · ЧШЖ 2012 · ЧМ 2012                      |
| 2012—13                                        | Мария Прюц            | Кристина Бертруп      | Мария Веннерстрём   | Маргарета Сигфридссон | Агнес Кнохенхауэр (ЧЕ, ЧМ) тренеры: Фредрик Хальстрём (ЧЕ, ЧМ), Пейя Линдхольм (ЧЕ) | ЧЕ 2012 · ККК 2013 · ЧМ 2013                      |
| 2012—13                                        | Мария Прюц            | Кристина Бертруп      | Мария Веннерстрём   | Маргарета Сигфридссон | тренер: Фредрик Хальстрём                                                           | ЧШЖ 2013                                          |
| 2013—14                                        | Мария Прюц            | Кристина Бертруп      | Мария Веннерстрём   | Маргарета Сигфридссон | Агнес Кнохенхауэр (ЧЕ, ЗОИ) Сара Макманус (ЧМ) тренер: Фредрик Хальстрём            | ЧЕ 2013 · ЗОИ 2014 · ККК 2014 · ЧМ 2014 (5 место) |
| 2014—15                                        | Мария Прюц            | Кристина Бертруп      | Элисон Кревьязак    | Маргарета Сигфридссон |                                                                                     | [ 3 ]                                             |
| 2014—15                                        | Мария Прюц            | Кристина Бертруп      | Мария Веннерстрём   | Маргарета Сигфридссон |                                                                                     | ККК 2015                                          |
| 2014—15                                        | Мария Прюц            | Кристина Бертруп      | Сара Макманус       | Маргарета Сигфридссон | Camilla Johansson (ЧШЖ) София Мабергс (ЧМ) тренер: Фредрик Хальстрём                | ЧШЖ 2015 · ЧМ 2015 (7 место)                      |
| 2015—16                                        | Мария Прюц            | Кристина Бертруп      | Мария Веннерстрём   | Маргарета Сигфридссон | Агнес Кнохенхауэр (ЧМ) тренер: Фредрик Хальстрём                                    | ЧШЖ 2016 (4 место) ЧМ 2016 (9 место)              |
| 2016—17                                        | Анна Хассельборг      | Сара Макманус         | Агнес Кнохенхауэр   | София Мабергс         | Мария Прюц тренер: Ingemar Edstroem                                                 | ЧЕ 2016                                           |
| 2024—25                                        | Анетте Норберг        | Мария Прюц            | Anna Gustafsson     | Karin Sundquist       |                                                                                     | ЧШЖ 2025                                          |
| Кёрлинг среди смешанных команд (mixed curling) |                       |                       |                     |                       |                                                                                     |                                                   |
| 2014—15                                        | Мария Прюц            | Oskar Sjöström        | Maria Carlsén       | Фредрик Карлсен       | тренер: Мария Веннерстрём                                                           | ЧШСК 2015 (5 место)                               |
| 2015—16                                        | Andreas Skoglund      | Maria Nilsson         | Матиас Мабергс      | Мария Прюц            |                                                                                     | ЧШСК 2016 (5 место)                               |
| 2018—19                                        | Матиас Мабергс        | Мария Прюц            | Йоаким Мабергс      | Jessica Ögren         | тренер: Jens Blixt                                                                  | ЧШСК 2019                                         |

(скипы выделены полужирным шрифтом)

## Результаты как тренера национальных сборных
| Год  | Турнир                                       | Сборная          | Место |
| ---- | -------------------------------------------- | ---------------- | ----- |
| 2017 | Чемпионат мира по кёрлингу среди женщин 2017 | Швеция (женщины) | 4     |
| 2017 | Чемпионат Европы по кёрлингу 2017            | Швеция (женщины) | 2     |
| 2018 | Зимние Олимпийские игры 2018                 | Швеция (женщины) | 1     |
| 2018 | Чемпионат мира по кёрлингу среди женщин 2018 | Швеция (женщины) | 2     |